# Noureddine Naybet
Noureddine Naybet (in arabo نور الدين نيبت‎?; Casablanca, 10 febbraio 1970) è un ex calciatore marocchino.
Difensore centrale, dal 1989 ha dapprima militato nel Wydad Casablanca, con cui ha vinto la Coppa dei Campioni d'Africa 1992, per poi trasferirsi al Nantes, allo Sporting Lisbona e poi al Deportivo La Coruña, dove ha trascorso otto anni e si è affermato come uno dei migliori interpreti del ruolo nel campionato spagnolo, cogliendo svariati successi. In seguito ha vestito la maglia del Tottenham, nelle cui file ha chiuso la carriera.
Ritenuto uno dei migliori difensori africani della sua generazione, è il primatista di presenze (115) con la nazionale marocchina, con cui ha partecipato al campionato del mondo 1994 e al campionato del mondo 1998.

## Palmarès

### Competizioni nazionali
- Campionato marocchino: 3

Wydad Casablanca: 1990, 1991, 1993
- Coupe du Trône: 1

Wydad Casablanca: 1989
- Coppa del Portogallo: 1

Sporting Lisbona: 1994-1995
- Supercoppa di Portogallo: 1

Sporting Lisbona: 1995
- Campionato spagnolo: 1

Deportivo de La Coruña: 1999-2000
- Coppa di Spagna: 1

Deportivo de La Coruña: 2001-2002
- Supercoppa di Spagna: 2

Deportivo de La Coruña: 2000, 2002

### Competizioni internazionali
- CAF Champions League: 1

Wydad Casablanca: 1992